# Élection présidentielle brésilienne de 2010
L’élection présidentielle brésilienne de 2010 se déroule les 3 et 31 octobre 2010 afin d’élire le président de la République du pays, ainsi que le vice-président. Elle marque la fin de la présidence de Lula da Silva qui, conformément à la Constitution brésilienne, ne peut pas se représenter pour un troisième mandat.
Des élections régionales et législatives ont lieu dans le même temps.

## Candidats
| Photo | Candidat                 | Âge    | Parti                                            | Idéologie                       |
| ----- | ------------------------ | ------ | ------------------------------------------------ | ------------------------------- |
|       | Dilma Rousseff           | 62 ans | Parti des travailleurs (PT)                      | Socialisme, social-démocratie   |
|       | José Serra               | 68 ans | Parti de la social-démocratie brésilienne (PSDB) | Social-libéralisme              |
|       | Marina Silva             | 52 ans | Parti vert (PV)                                  | Écologie politique, libéralisme |
|       | Ivan Pinheiro            | 64 ans | Parti communiste brésilien (PCB)                 | Communisme                      |
|       | José Maria de Almeida    | 53 ans | Parti socialiste des travailleurs unifié (PSTU)  | Socialisme, communisme          |
|       | José Maria Eymael        | 70 ans | Parti social-démocrate chrétien (PSDC)           | Démocratie chrétienne           |
|       | Levy Fidélix             | 59 ans | Parti rénovateur travailliste brésilien (PRTB)   | Conservatisme                   |
|       | Plínio de Arruda Sampaio | 80 ans | Parti socialisme et liberté (PSOL)               | Socialisme, anticapitalisme     |
|       | Rui Costa Pimenta        | 53 ans | Parti de la cause ouvrière (PCO)                 | Communisme                      |

## Campagne
Le président Luiz Inácio Lula da Silva a exercé deux mandats consécutifs de quatre ans à la tête du Brésil et ne peut plus se représenter pour cette élection. Dilma Rousseff, candidate du Parti des travailleurs, bénéficie de son soutien. Un de ses principaux arguments de campagne est la réduction des inégalités sociales qui sont très fortes dans le pays.
Son principal opposant est José Serra. Il a été maire de São Paulo puis gouverneur de l'État de São Paulo. Il est soutenu par son parti, le Parti de la social-démocratie brésilienne, ainsi que par d'autres partis, comme les Démocrates (libéraux), le Parti travailliste brésilien et le Parti populaire socialiste (sociaux-libéraux).
Malgré le soutien du président sortant, qui jouit d'une forte popularité, Dilma Rousseff n'est pas élue dès le premier tour, comme plusieurs sondages pouvaient le laisser penser. Certains analystes estiment qu'elle est apparue trop progressiste sur des sujets tels que l'avortement ou l'homosexualité aux yeux d'un certain nombre d'électeurs, ce qui expliquerait qu'elle n'ait pas été élue au premier tour. Arrivée largement en tête au soir du 3 octobre, elle est contrainte d'affronter José Serra au second tour. Marina Silva, arrivée troisième, ne donne pas de consigne de vote pour le second tour.
Lors de l'entre-deux tours, l'influence supposée de la religion dans le vote des électeurs domine d'abord la campagne : Dilma Rousseff s'est notamment engagée à ne pas légaliser l'avortement et le mariage entre homosexuels mais est accusée d'avoir un double langage par les partisans de José Serra, ce qui pousse des élus et des intellectuels français à signer une pétition en sa faveur. Son adversaire est pris à partie par des militants du Parti des travailleurs lors d'une visite à Rio de Janeiro et reçoit un objet sur la tête. Les sondages de fin de campagne donnent Dilma Rousseff largement gagnante car elle apparait plus crédible que José Serra sur les thèmes économiques et politiques.
Le président sortant Lula est critiqué pour son manque d'impartialité dans la campagne (il a notamment déclaré que l'opposition tentait « simplement de monter en épingle un incident sans gravité » à propos de l'agression de José Serra, alors que la vidéo de la scène montre le contraire), ce qui nuit à l'image de sa fonction selon ses adversaires.
Le 31 octobre 2010, Dilma Rousseff remporte le second tour et devient la première femme élue à la présidence du Brésil.

## Résultats
|                          |                          |                          | Premier tour | Premier tour | Second tour | Second tour |
| ------------------------ | ------------------------ | ------------------------ | ------------ | ------------ | ----------- | ----------- |
| Abstentions              | Abstentions              | Abstentions              |              | 18,12 %      |             |             |
| Votants                  | Votants                  | Votants                  | 111 193 747  | 81,88 %      | 106 606 214 | 78,55 %     |
|                          |                          |                          |              |              |             |             |
| Bulletins enregistrés    | Bulletins enregistrés    | Bulletins enregistrés    | 111 193 747  |              | 106 606 214 |             |
| Bulletins blancs ou nuls | Bulletins blancs ou nuls | Bulletins blancs ou nuls | 9 603 594    | 8,64 %       | 7 142 297   | 6,7 %       |
| Suffrages exprimés       | Suffrages exprimés       | Suffrages exprimés       | 101 590 153  | 91,36 %      | 99 463 917  | 93,3 %      |
|                          |                          |                          |              |              |             |             |
|                          | Candidat                 | Parti                    | Suffrages    | Pourcentage  | Suffrages   | Pourcentage |
|                          | Dilma Rousseff           | PT                       | 47 651 434   | 46,91 %      | 55 752 529  | 56,05 %     |
|                          | José Serra               | PSDB                     | 33 132 283   | 32,61 %      | 43 711 388  | 43,95 %     |
|                          | Marina Silva             | PV                       | 19 636 359   | 19,33 %      |             |             |
|                          | Plínio de Arruda Sampaio | PSOL                     | 886 816      | 0,87 %       |             |             |
|                          | José Maria Eymael        | PSDC                     | 89 350       | 0,09 %       |             |             |
|                          | José Maria de Almeida    | PSTU                     | 84 609       | 0,08 %       |             |             |
|                          | Levy Fidélix             | PRTB                     | 57 960       | 0,06 %       |             |             |
|                          | Ivan Pinheiro            | PCB                      | 39 136       | 0,04 %       |             |             |
|                          | Rui Costa Pimenta        | PCO                      | 12 206       | 0,01 %       |             |             |

Candidat arrivé en tête au premier tour par État.

Candidat arrivé en tête au second tour par État.

Près de 136 millions de Brésiliens ont été appelés à voter les 3 et 31 octobre 2010. Lors du premier tour, le taux de participation a atteint 81,88 % alors que le vote est obligatoire pour une partie de la population. L'abstention représente 18,12 % au premier tour, tandis qu'il y a 3,13 % de votes blancs et 5,51 % de votes nuls. Lors du second tour, le taux de participation est de 78,50 %. Bien que la proportion en votes blancs (2,30 %) et en votes nuls (4,40 %) soit moins importante qu'au premier tour, l'abstention est plus élevée; elle s'élève en effet à 21,45 %.

### Premier tour
Dilma Rousseff arrive en tête dans dix-huit États, principalement dans le Nord et l'Est du pays. Elle obtient la majorité absolue dans dix d'entre eux et réalise son meilleur score (70,65 %) dans l'État de Maranhão. En revanche, elle obtient son plus mauvais résultat (23,92 %) dans l'État d'Acre.
José Serra arrive premier dans huit États et obtient la majorité absolue dans deux d'entre eux dont Acre où il obtient son score le plus élevé (52,13 %). Amazonas est l'État ayant le moins voté pour le candidat du PSDB avec 8,47 %.
Marina Silva devance les deux qualifiés pour le second tour dans le District fédéral avec 41,96 %. Elle est en revanche largement distancée dans l'État de Rio Grande do Sul où elle obtient son pire résultat avec 11,33 %.